# Butia eriospatha
Butia eriospatha är en enhjärtbladig växtart som först beskrevs av Carl Friedrich Philipp von Martius och Carl Georg Oscar Drude, och fick sitt nu gällande namn av Odoardo Beccari. Butia eriospatha ingår i släktet Butia och familjen Arecaceae. IUCN kategoriserar arten globalt som sårbar. Inga underarter finns listade i Catalogue of Life.

## Bildgalleri

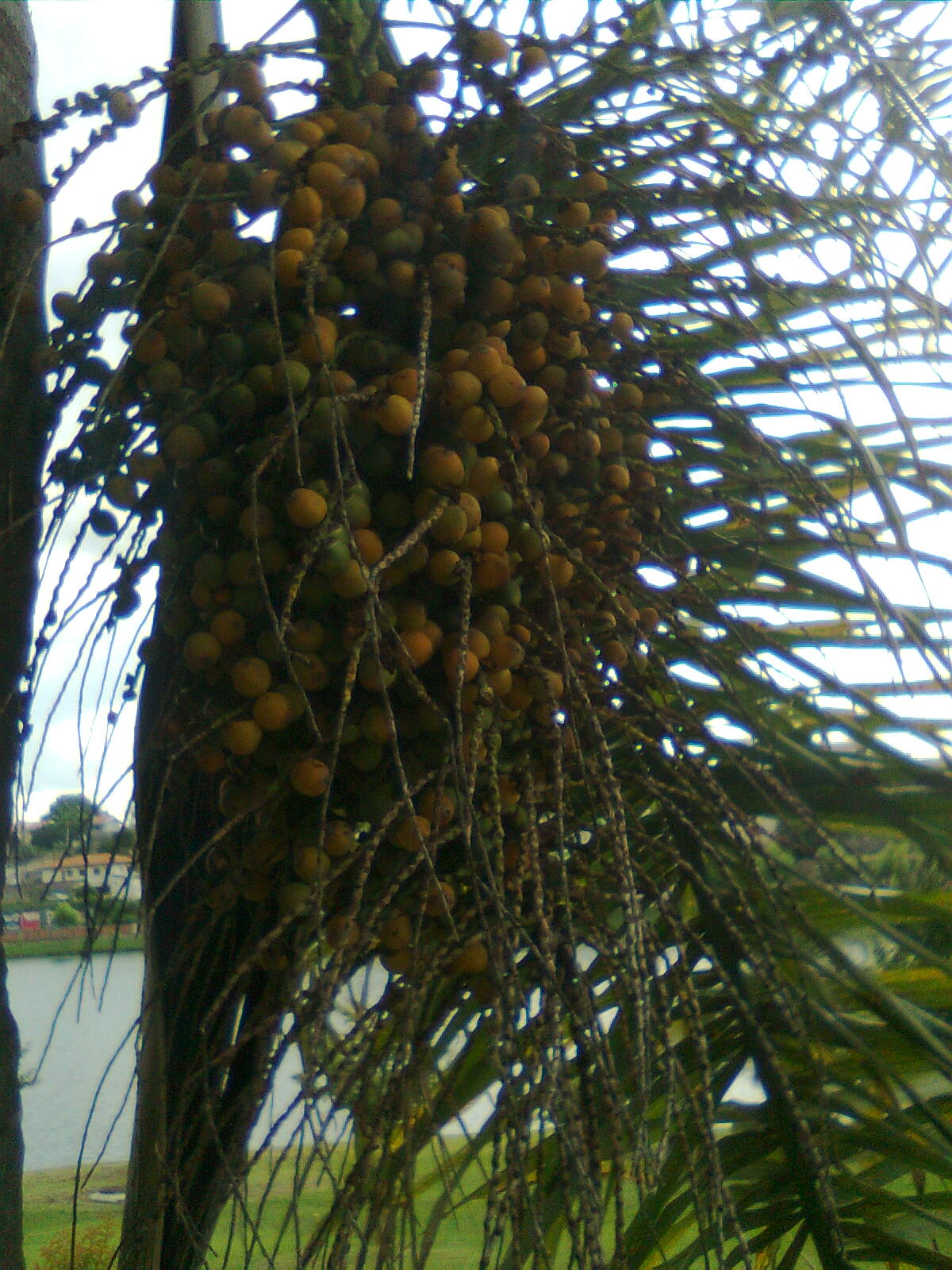